# Kaung Sett Naing
Kaung Sett Naing (* 21. März 1993 in Rangun) ist ein myanmarischer Fußballspieler.

## Karriere

### Verein
Kaung Sett Naing erlernte das Fußballspielen in der Jugendmannschaft von Yangon United. Hier unterschrieb er 2013 auch seinen ersten Vertrag. Der Verein aus Rangun spielte in der ersten Liga des Landes, der Myanmar National League. 2013 feierte er mit dem Verein die myanmarische Meisterschaft. Von 2014 bis 2015 wurde er an den Ligakonkurrenten Magwe FC nach Magwe ausgeliehen. Hier absolvierte er zwanzig Erstligaspiele. Die Saison 2016 ging er auf Leihbasis zum Samut Sakhon FC nach Thailand. Der Verein aus Samut Sakhon spielte in der dritten Liga, der damaligen Regional League Division 2. Ende 2016 wurde er mit dem Verein Meister der Westregion und stieg anschließend in die zweite Liga auf. 2017 kehrte er zu Yangon zurück und wurde mit dem Klub Ende der Saison Vizemeister. 2018 ging er wieder nach Thailand. Hier schoss er sich seinem ehemaligen Klub Samut Sakhon FC an. Nach einem Jahr in der Thai League 2 ging er Anfang 2019 wieder in sein Heimatland. Hier verpflichtete ihn der Erstligist Sagaing United aus Monywa.

### Nationalmannschaft
Kaung Sett Naing spielte 2015 fünfmal in der myanmarischen U23-Nationalmannschaft. Von 2016 bis 2018 stand er siebenmal für die A-Nationalmannschaft auf dem Spielfeld.

## Erfolge
Yangon United
- Myanmar National League: 2013

Samut Sakhon FC
- Regional League Division 2 - West: 2016